# یوکرلی
یوکرلی (به لاتین: Ucarlı) یک منطقهٔ مسکونی در جمهوری آذربایجان است که در شهرستان کردامیر واقع شده‌است.